# Прапор Саскачевану

Прапор Саскачевану

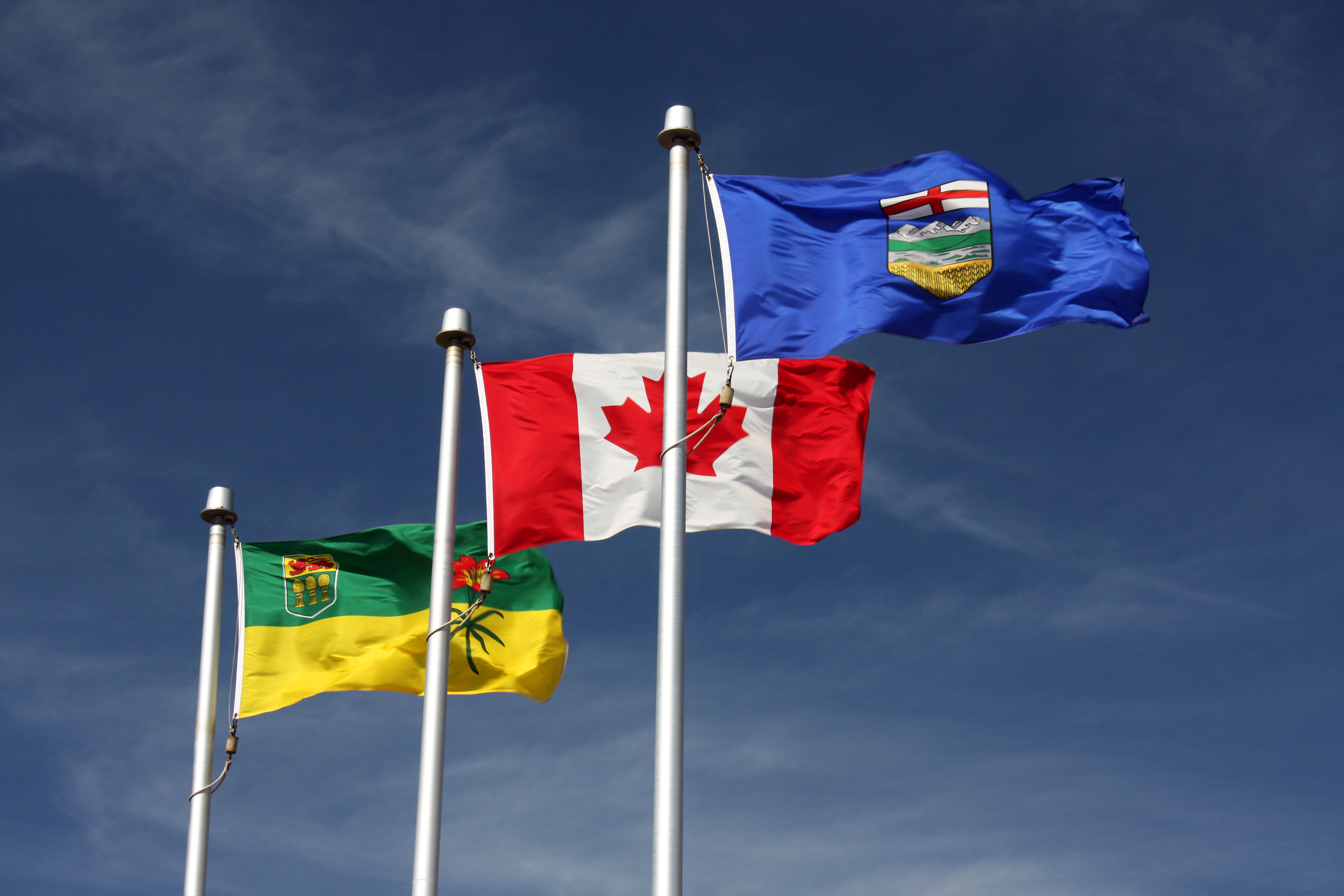
Прапор Саскачевану, Канади і Альберти в місті Ллойдмінстер

Прапор Саскачевану — один з офіційних символів провінції Саскачеван. Офіційний прапор провінції затверджено в Законодавчій палаті Саскачевану 22 вересня 1969.  
Кольори прапора — зелений і золотий: перший на верхній половині прапора символізує північні ліси провінції; останній на нижній половині прапора — південні прерії з пшеничними полями. Герб Саскачевану розміщено на верхній чверті прапора біля флагштока. Посеред прапора емблема — західна червона лілея. Пропорції прапора 2:1.